# Эгмюндюр Кристинссон
Эгмундур Кристинссон (исл. Ögmundur Kristinsson; родился 19 июня 1989 года в Рейкьявике, Исландия) — исландский футболист, вратарь греческого клуба «Кифисья» и сборной Исландии.

## Клубная карьера
Эгмундур дебютировал на взрослом уровне за клуб «Фрам» 12 июня 2006 года, за неделю до своего 17-летия, в матче с «Хаукаром». Сохранив свои ворота в неприкосновенности. Матч закончился крупной победой «Фрама» с итоговым счетом 3:0. Свой следующий матч провел в Исландской Премьер-Лиге сезона 2009, в последнем матче сезона, в перерыве заменил Ханнеса Халльдоурссона и сохранил ворота «сухими» во второй половине матча. В итоге «Фрам» потерпел домашнее поражение от «Троттура», который забил единственный мяч в первом тайме. Эгмундур в сезоне 2010 года оставался резервным вратарем в клубе. В конце сезона 2010, когда был заключён трансфер Ханнеса Халльдоура в «Рейкьявик», Эгмундур стал основным вратарем в клубе.
В 2015 году Эгмундур подписал 3-летний контракт с «Хаммарбю».

## Международная карьера
Первый матч за сборную Эгмундур провел 4 июня 2014 года, вышел на замену после перерыва, в матче против команды Эстонии.

## Достижения
«Фрам»
- Обладатель Кубка Исландии — 2013